# Eugenia Paul
Eugenia Paul (născută Eugenia Popoff; n. 3 martie 1935, Dearborn⁠(d), Michigan, SUA – d. 24 mai 2010) a fost o actriță și dansatoare americană, cel mai bine cunoscută pentru rolul ei ca Elena Torres în serialul de televiziune ABC Zorro.

## Biografie
Paul s-a născut Eugenia Popoff în Dearborn, Michigan și este de origine rusă. Ea a semnat un contract ca dansatoare cu Warner Bros. la vârsta de 17 ani, în timpul turneului cu American Ballet Theatre și la emisiunea de televiziune Ballet Sketchbook.
Paul a dansat în roluri principale în filme. De asemenea, a studiat baletul cu Bronislava Nijinska și teatrul și actoria cu Michael Cheklov. Paul a părăsit Warner Bros. și a semnat un contract cu 20th Century Fox ca actriță în 1955.
Printre alte credite ale sale de televiziune se numără Alfred Hitchcock Presents, Medic, The Lone Ranger, Death Valley Days, The Adventures of Jim Bowie și adaptarea Playhouse 90 a lui The Great Gatsby și Sky King.
Filmele lui Paul includ Lost in Alaska, The Man on the Prowl, Apache Warrior și The Ten Commandments. Ultimul său rol de lungmetraj a fost în filmul de vest din 1960 Gunfighters of Abilene.

## Viața privată
Paul l-a cunoscut pe soțul ei, moștenitorul lui Pep Boys, Robert Strauss, la o petrecere la Hollywood Bowl. Cuplul s-a căsătorit și Paul a renunțat la spectacolul profesional la scurt timp după căsătoria ei. Au rămas căsătoriți timp de 52 de ani, până la moartea ei în 2010.

## Moarte
Paul a murit din cauza unor complicații ale edemului pe 24 mai 2010, la Good Samaritan Medical Center din West Palm Beach, Florida, la vârsta de 75 de ani.

## Filmografie
| An   | Titlu                     | Rol                   | Note                              |
| ---- | ------------------------- | --------------------- | --------------------------------- |
| 1954 | Jivaro                    | Bit nativ             |                                   |
| 1954 | Aventurile lui Hajji Baba | Shireen               | Necreditat                        |
| 1956 | Alfred Hitchcock Presents | Dolores Dawn          | Sezonul 1 Episodul 36: „Mink”     |
| 1956 | Alfred Hitchcock Presents | Viola                 | Sezonul 2 Episodul 7: „Alibi Me”  |
| 1956 | Revolta lui Mamie Stover  | Rol minor             | Necreditat                        |
| 1956 | Bigger than Life          | Vanzatoare            | Necreditat                        |
| 1956 | The Ten Commandments      | Fata ebraică la Sfinx | Necreditat                        |
| 1957 | Apache Warrior            | Liwana                |                                   |
| 1957 | The Disembodied           | Mara, sotia lui Suba  |                                   |
| 1957 | Man on the Prowl          | Dorothy Pierce        |                                   |
| 1959 | Frontier Doctor           | Juanita               | Episodul: "Superstition Mountain" |
| 1959 | Gunfighters of Abilene    | Raquel Torena         | (rolul final de film)             |